# 凱澤 (阿肯色州)
凱澤（英語：Keiser）是一個位於美國阿肯色州密西西比縣的城市。

## 地理
凱澤的座標為35°40′28″N 90°05′46″W / 35.67444°N 90.09611°W，而該地的平均海拔高度為70米（即230英尺）。

## 人口
根據2020年美國人口普查的數據，凱澤的面積為0.96平方千米，皆為陸地。當地共有人口751人，而人口密度為每平方千米782人。